# پالم کوست (فلوریدا)
پالم کوست (به انگلیسی: Palm Coast) شهری در شهرستان فلگلر، فلوریدا که در سال ۱۹۹۹ بنیان‌گذاری شده‌است. این شهر طبق سرشماری سال ۲۰۱۰ میلادی، ۷۵٬۱۸۰ نفر جمعیت داشته و مساحت آن نیز ۱۳۳٫۹ کیلومتر مربع است.